# Lantanoidi
Lantanoidi prej Lantanídi (tudi rédke zêmlje ali rédke prvíne) so skupina 14 redko-zemeljskih kemijskih elementov, ki v periodnem sistemu ležijo med lantanom in iterbijem, se pravi tistih, katerih atomska števila so med 57 in vključno 70. Vsi lantanoidi so kovine. Pod njimi so aktinoidi.
Lantanoidi so elementi, pri katerih so f-orbitale delno ali popolnoma zapolnjene, medtem ko so zunanje orbitale p in d prazne. Ker f-orbitale nimajo tako velikega vpliva na kemijo kot orbitale s, p, in d, so elementi skupine lantanoidov kemijsko podobni drug drugemu.
Lantanoidi so tipično v periodnem sistemu prikazani spodaj, podobno kot opomba.
| Lantan57La138,91 | Cerij58Ce140,12 | Prazeodim59Pr140,91 | Neodim60Nd144,24 | Prometij61Pm[145] | Samarij62Sm150,36 | Evropij63Eu151,96 | Gadolinij64Gd157,25 | Terbij65Tb158,93 | Disprozij66Dy162,50 | Holmij67Ho164,93 | Erbij68Er167,26 | Tulij69Tm168,93 | Iterbij70Yb173,05 | Lutecij71Lu174,97 |

Prvobitni  Iz razpada  Umetni Okvir prikazuje pojavljanje elementa v naravi